# Víctor Thomas
Víctor Thomas (22 maggio 1979) è un ex cestista messicano.

## Carriera
Con il Messico ha disputato i Campionati americani del 2001.